# Elmohardyia eminula
Elmohardyia eminula är en tvåvingeart som först beskrevs av Hardy 1965.  Elmohardyia eminula ingår i släktet Elmohardyia och familjen ögonflugor. Inga underarter finns listade i Catalogue of Life.